# دهه ۴۴۰ (پیش از میلاد)
دهه ۴۴۰ (پیش از میلاد) ۴۴مین دهه قبل از مبدا شروع تقویم میلادی است.